# Bronisław Pieracki
Bronisław Wilhelm Pieracki (Gorlice, 28 maggio 1895 – Varsavia, 15 giugno 1934) è stato un politico e militare polacco.

## Biografia
Arruolatosi nella Legione Polacca durante la prima guerra mondiale, nel 1918-19 combatté tra le file dell'esercito polacco nella guerra contro gli ucraini. Nel 1926 appoggiò il colpo di Stato di maggio organizzato da Józef Piłsudski.
Nel 1928 Pieracki fu eletto deputato nel parlamento polacco, il Sejm, per il Blocco Apartitico per la Cooperazione con il Governo.
Il 27 maggio 1931 fu nominato ministro degli Affari Interni. Il 15 giugno 1934 Pieracki fu assassinato da un membro dell'Organizzazione dei nazionalisti ucraini (OUN). Il suo omicidio venne giustificato dall'OUN per il ruolo ricoperto dall'ex ministro degli Interni durante la "pacificazione" (una serie di misure repressive) intrapresa dallo stato polacco nel settembre 1930 nei confronti della minoranza ucraina.
La sua morte fornì al governo polacco, una giustificazione per istituire, due giorni dopo l'assassinio, la prigione di Bereza Kartuska. I primi detenuti della prigione erano quasi tutti dirigenti del Campo Nazional-Radicale (l'ONR), un movimento nazionalista polacco di estrema destra, arrestato il 6-7 luglio 1934.
A ordire l'assassinio di Pieracki fu il capo della rete dell'OUN in Galizia, Stepan Bandera. Processato assieme ad una decina di altri militanti dell'OUN, tra cui Mykola Lebed', Bandera fu condannato alla pena di morte, poi commutata in ergastolo. Nel settembre 1939, durante l'invasione sovietica della Polonia, Bandera e Lebed' riusciranno ad evadere.